# Knud Erik Særkjær
Knud Erik Særkjær (født 31. august 1931, død 2. november 2016) var en dansk landmand og mangeårigt medlem af Århus Amtsråd, valgt for Venstre.
Særkjær, der var landmandssøn, blev selv uddannet landmand og ejede fra 1958 til 2002 gården Vanddamgård ved Assentoft. Fra 1958 til 1970 var han formand for Randers Amts Husholdningsselskab.
Hans første politiske post var som landsformand for Venstres Ungdom i årene 1962 til 1964. Som folkevalgt debuterede han i Randers Amtsråd i 1965 og fortsatte efter kommunalreformen i Århus Amtsråd, hvor han blandt andet var formand for teknik og miljøudvalget fra 1974 til 1994 og fra 1994 formand for sygehusudvalget. Her var han med til at planlægge byggeriet af amtets højst specialiserede hospital, Skejby Sygehus, ligesom også sammenlægningerne af sygehusene i Aarhus (Kommunehospitalet og Amtssygehuset) tog fart i de år.
Som politiker vægtede han det brede samarbejde i amtsrådet og afstod således ved valget i 1978 fra at forsøge sig som amtsborgmesterkandidat med støtte fra Det Konservative Folkeparti, Fremskridtspartiet og forventeligt Venstresocialisterne. I stedet satsede han på at fortsætte et samarbejde med Socialdemokratiet og partiets amtsborgmester Robert Svane Hansen. Samarbejdet fortsatte, da Ib Frederiksen overtog posten.
Selv om han vægtede amtsrådspolitikken højt, forsøgte han sig i 1960'erne også som folketingskandidat, men opnåede aldrig valg. Han var dog indkaldt som midlertidigt folketingsmedlem i to korte perioder i 1965 og 1966, begge i Per Møllers fravær.
Han trak sig fra politik i 2001, hvilket han allerede meddelte forud for valget i 1997.
Ved siden af det politiske arbejde i amtsrådet sad han i Amtsrådsforeningens bestyrelse og var formand for Aarhus Teater.
Efter sit politiske virke var han aktiv i ældrerådet i Randers Kommune og Parkinsonforeningen. Fra 2012 til sin død boede han på plejehjem i Randers.